# Загребська фондова біржа
Загребська фондова біржа (хорв. Zagrebačka burza) — фондова біржа, яка функціонує в Загребі (Хорватія). Біржа торгує акціями хорватських компаній, а також облігаціями та комерційними векселями.
Біржа заснована в 1991 році. В березні 2007 року вона об'єдналася з Вараждинською фондовою біржею, сформувавши єдиний хорватський ринок цінних паперів і ставши лідером у регіоні за ринковою капіталізацією і обсягом торгів. До 11 квітня 2008 року на біржі котирувалися цінні папери 373 компаній, із ринковою капіталізацією 302,9 млрд кун (66,2 млрд доларів США).
Біржа має передпродажні сесії з 9 до 10 години ранку і звичайні торгові сесії з 10 до 04 години ранку наступної доби в усі дні тижня, за винятком субот, неділь і завчасно оголошених святкових днів.
Загребська фондова біржа публікує такі фондові індекси:
- CROBEX — індекс акцій
- CROBIS — індекс облігацій